# Yumiko Furaya
Yumiko Furaya (降矢 由美子, Furaya Yumiko, nascida em 4 de junho de 1958) é uma ex-atriz japonesa
Ficou conhecida pelos fãs do gênero tokusatsu por ter interpretado Lili, a parceira de Den Iga/Sharivan na série do gênero, Policial do Espaço Sharivan, exibida no Brasil em meados no começo dos anos 1990.
Em 1983, casou-se com o dublê colega de profissão Jun Murakami, com quem tem quatro filhos. (fonte: Wikipédia japonesa)